# Leyla Îmret

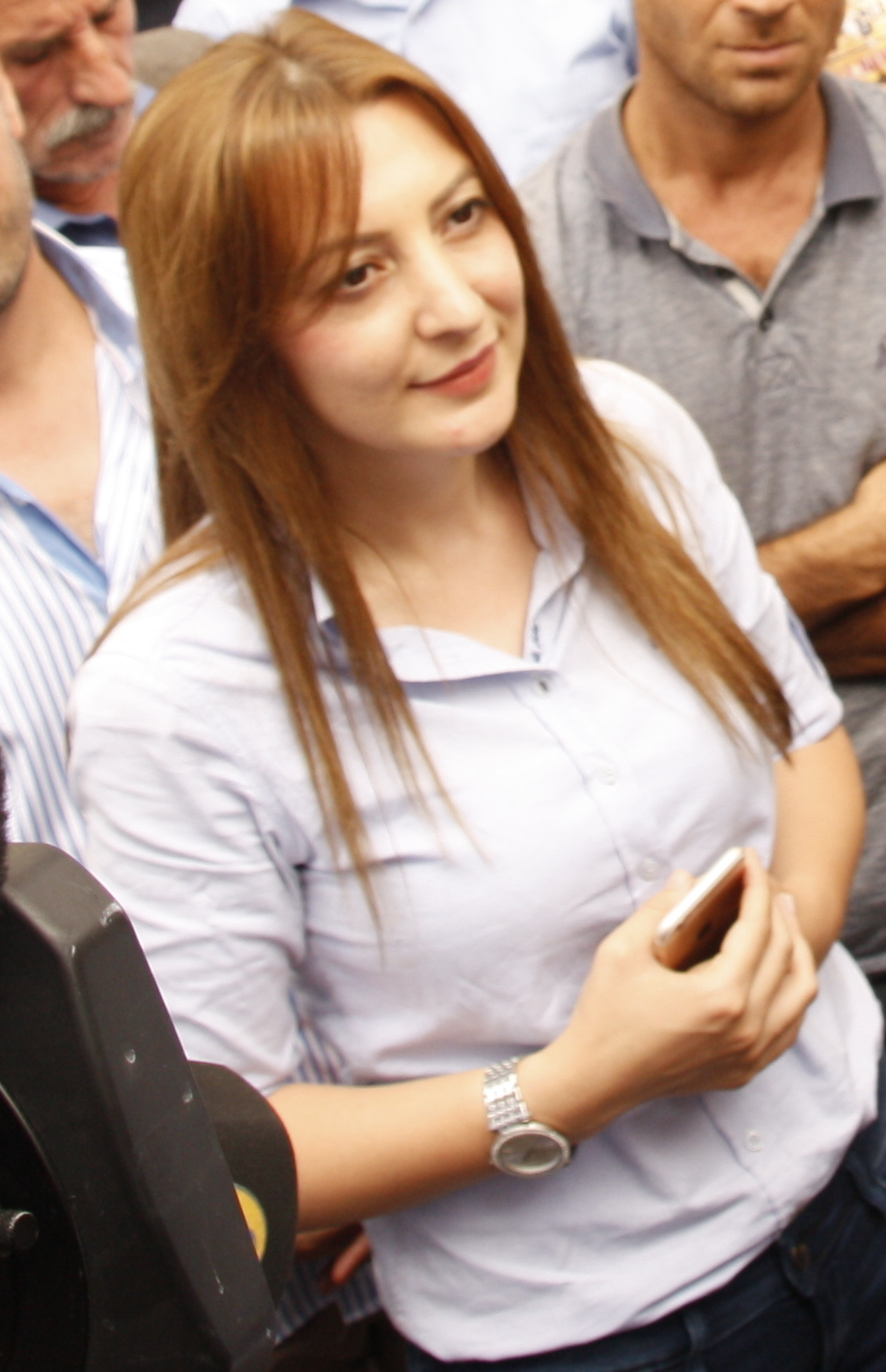
Leyla İmret, September 2015

Leyla Îmret (amtliche Form: Leyla İmret; * Juni 1987 in Cizre, Türkei) ist eine kurdische ehemalige Kommunalpolitikerin in der Türkei. Derzeit lebt sie im politischen Asyl in Deutschland und ist eine von zwei Deutschland-Vorsitzenden der Halkların Demokratik Partisi (HDP).
Îmret wurde in Cizre geboren, einer kurdisch besiedelten Stadt in der Südosttürkei, die an der Grenze zu Syrien und Irak liegt. Als sie knapp vier Jahre alt war, fiel ihr Vater als Kämpfer der PKK in einem Gefecht. 1996, im Alter von etwa 9 Jahren, reiste sie aus der Türkei aus, um bei einer Tante und einem Onkel in Osterholz-Scharmbeck bei Bremen zu leben. Dort besuchte sie die Schule und absolvierte Ausbildungen zur Kinderpflegerin und zur Friseurin. 2009 reiste sie nach 13 Jahren zum ersten Mal besuchsweise wieder in die Türkei und sah ihre Mutter und Geschwister wieder. 2013 zog sie ganz zurück in die Türkei. 2014 wurde sie zur Bürgermeisterin der Stadt Cizre gewählt. 2015 wurde sie ihres Amtes enthoben. Wegen eines Interviews  wurde zugleich ein Strafverfahren gegen sie eröffnet. Sie wies die Vorwürfe zurück. Nach mehreren vorübergehenden Festnahmen flüchtete sie 2016 in den Irak und 2017 zurück nach Deutschland, wo sie Asyl erhielt.

## Politische Karriere und Strafverfolgung
Im Jahre 2014 nahm sie an den türkischen Kommunalwahlen teil, wobei sie als Kandidatin der Barış ve Demokrasi Partisi (BDP) mit 83 % der Stimmen zur Bürgermeisterin ihrer Heimatstadt gewählt wurde. Sie zählte zu den jüngsten Bürgermeistern der Türkei und war die erste Bürgermeisterin Cizres. Während ihrer Amtszeit setzte sie sich für den Wiederaufbau und die Normalisierung des Lebens in Cizre und insbesondere für den Umweltschutz ein.
Am 10. September 2015 wurde gegen Îmret ein Verfahren wegen Aufwiegelung des Volkes zum bewaffneten Aufstand gegen den Staat (§ 313 des türkischen Strafgesetzbuches) und Propaganda für eine Terrororganisation (§ 7 des türkischen Antiterrorgesetzes) eröffnet. Kurze Zeit später wurde sie durch das Innenministerium ihres Amtes enthoben. Dies fiel in die Zeit nach den Parlamentswahlen in der Türkei 2015 und des Wiederaufflammens des Konfliktes der Türkei mit der PKK.
Nach Ausrufung der „Selbstverwaltung“ durch PKK-nahe kurdische Aktivisten verbarrikadierten sich im Herbst 2015 Kämpfer der PKK und bewaffnete junge Bewohner von Cizre in einigen Vierteln der Stadt. Ähnliches gab es auch in anderen Städten im Südosten des Landes. Die türkische Regierung verhängte darauf Ausgangssperren; es kam zu bewaffneten Auseinandersetzungen, bei denen auch schwere Waffen eingesetzt wurden. Auch Cizre war betroffen.
Nachdem bekannt wurde, dass Îmrets Sicherheit in der Türkei gefährdet ist, solidarisierten sich der Rat ihrer Heimatstadt Osterholz-Scharmbeck und der Kreistag des Landkreises Osterholz mit der Bürgermeisterin von Cizre. Auf Antrag der Linken verabschiedeten beide Kommunalparlamente eine Resolution mit der Überschrift „Solidarität mit Leyla Imret – für Demokratie, Menschenrechte und Meinungsfreiheit in der Türkei“.
Aufgrund ihrer Erfahrungen in der Türkei flüchtete sie Ende 2017 nach Deutschland. Sie habe, so erklärte sie, „nach drei Festnahmen und drei Freilassungen […] kein Vertrauen auf ein faires Gericht mehr“. Ihr wurde auf Grund der politischen Verfolgung in der Türkei in Deutschland politisches Asyl gewährt. Îmret ist derzeit Deutschland-Chefin der HDP, sie beschreibt ihre Rolle so: „Wir sind die Kraft, die die verschiedenen Ethnien, Religionen und gesellschaftlichen Gruppen in der Türkei zusammenführt. Darum hasst uns die Regierung. Aber darum sind wir auch gut für das Zusammenleben in Deutschland.“

## Ehrungen
Am 16. Dezember 2018 wurde Îmret von der Internationalen Liga für Menschenrechte mit der Carl-von-Ossietzky-Medaille ausgezeichnet.

## Film
Dil Leyla (2017), Kinodokumentarfilm von Aslı Özarslan